# Катуньчик темний
Кату́ньчик темний (Leucosticte atrata) — вид горобцеподібних птахів родини в'юркових (Fringillidae). Ендемік США. Утворює надвид із сибірським, сивоголовим і рожевим катуньчиком.

## Опис
Довжина птаха становить 14-16 см, вага 20,7-32 г. Лоб, обличчя і горло чорні, верхня частина тіла темно-бура, крила і хвіст чорні, живіт коричневий з рожевуватим відтінком. Махові і покривні пера крил рожеві. Гузка білувата, тім'я і скроні попелясто-сірі. Забарвлення самиць менш яскраве. Дзьоб і лапи чорні, очі темно-карі.

## Поширення і екологія
Темні катуньчики поширені у регіоні Великого Басейну та в Скелястих горах, навколо Великого Солоного озера. Гніздяться лише в окремих гірських районах (на півдні Монтани, на півночі Невади, на заході Вайомінгу та на півночі Юти), в негніздовий період поширені на значно більшій території. Живуть на кам'янистих схилах гір, серед скель, вище верхньої межі лісу, у високогірній тундрі. Зустрічаються на висоті від 2600 до 3600 м над рівнем моря.

## Поведінка
У негніздовий період темні катуньчики утворюють великі зграї, до яких долучаються інші види птахів (зокрема сивоголові і рожеві катуньчики). Вони живляться переважно насінням трав, а також іншими частинами рослин. Влітку іноді харчуються комахами. Сезон розмноження триває з червня по серпень. Гніздо, яке будує лише самиця, має чашоподібну форму, зроблене з трави, корінців, лишайників і моху, встелене шерстю і пір'ям. Воно розміщується на землі або серед каміння. У кладці 3-6 яєць, інкубаційний період триває 2 тижні. Пташенята покидають гніздо на 3 тиждень. І самці, і самиці піклуються про них ще протягом 2 тижнів.

## Збереження
МСОП класифікує цей вид як такий, що знаходиться під загрозою зникнення. За оцінками дослідників, популяція темних катуньчиків становить близько 15000 птахів. Їм загрожує зміна клімату, яка може знищити середовище їх проживання — високогірну тундру. У період з 1970 по 2014 рік популяція темних катуньчиків зменшилась на 95%.

## Галерея

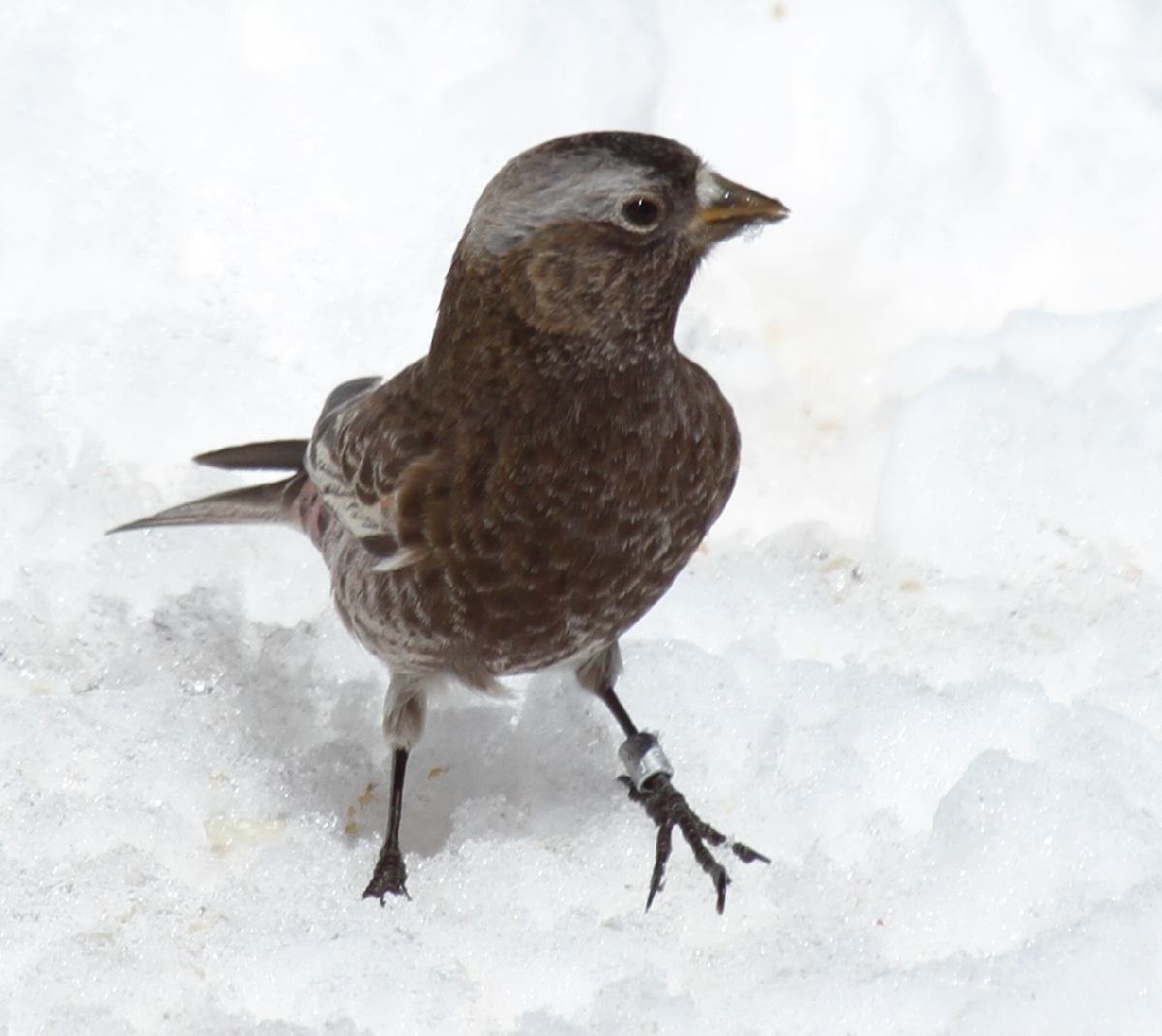
Зграя темних катуньчиків
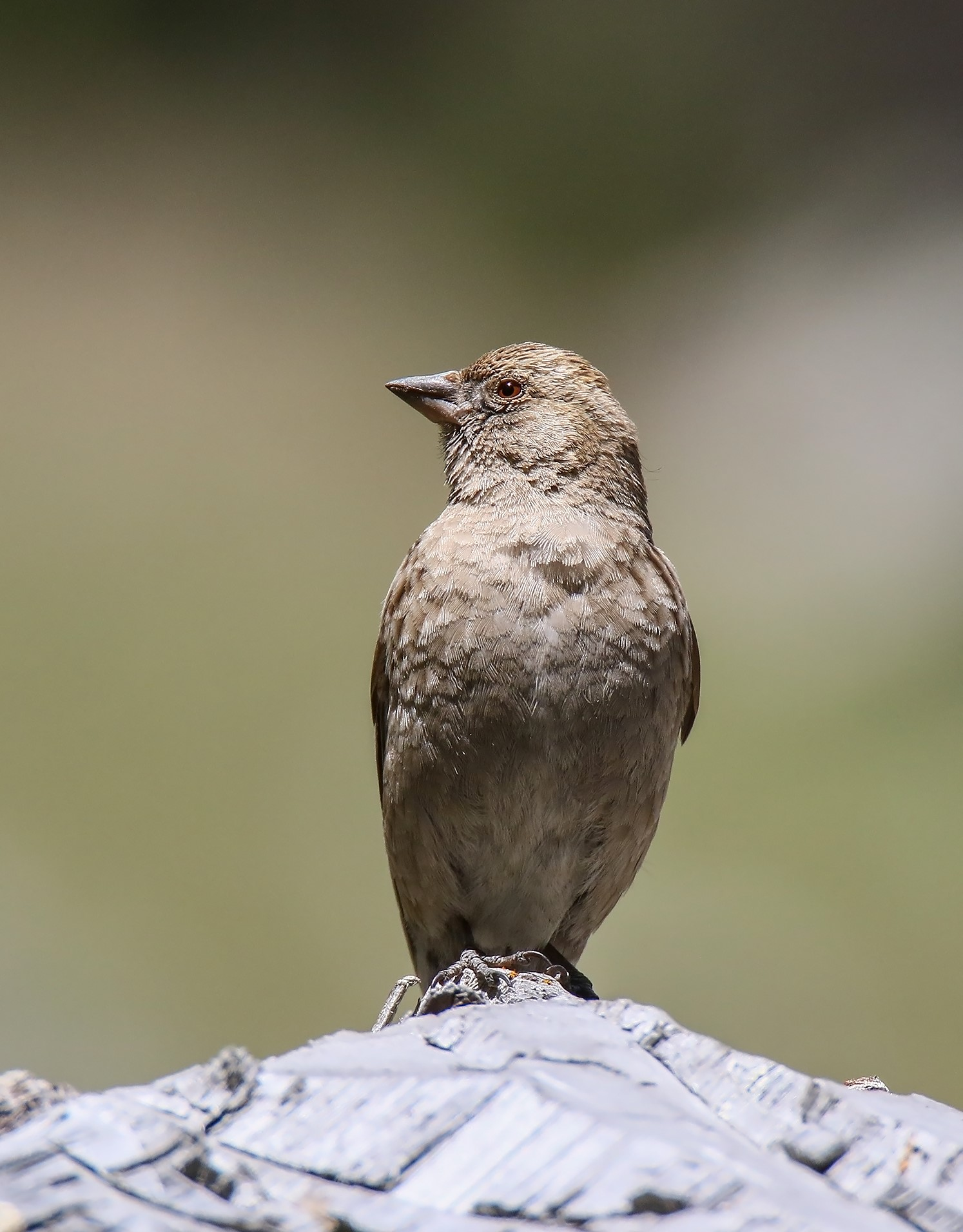
Темний катуньчик
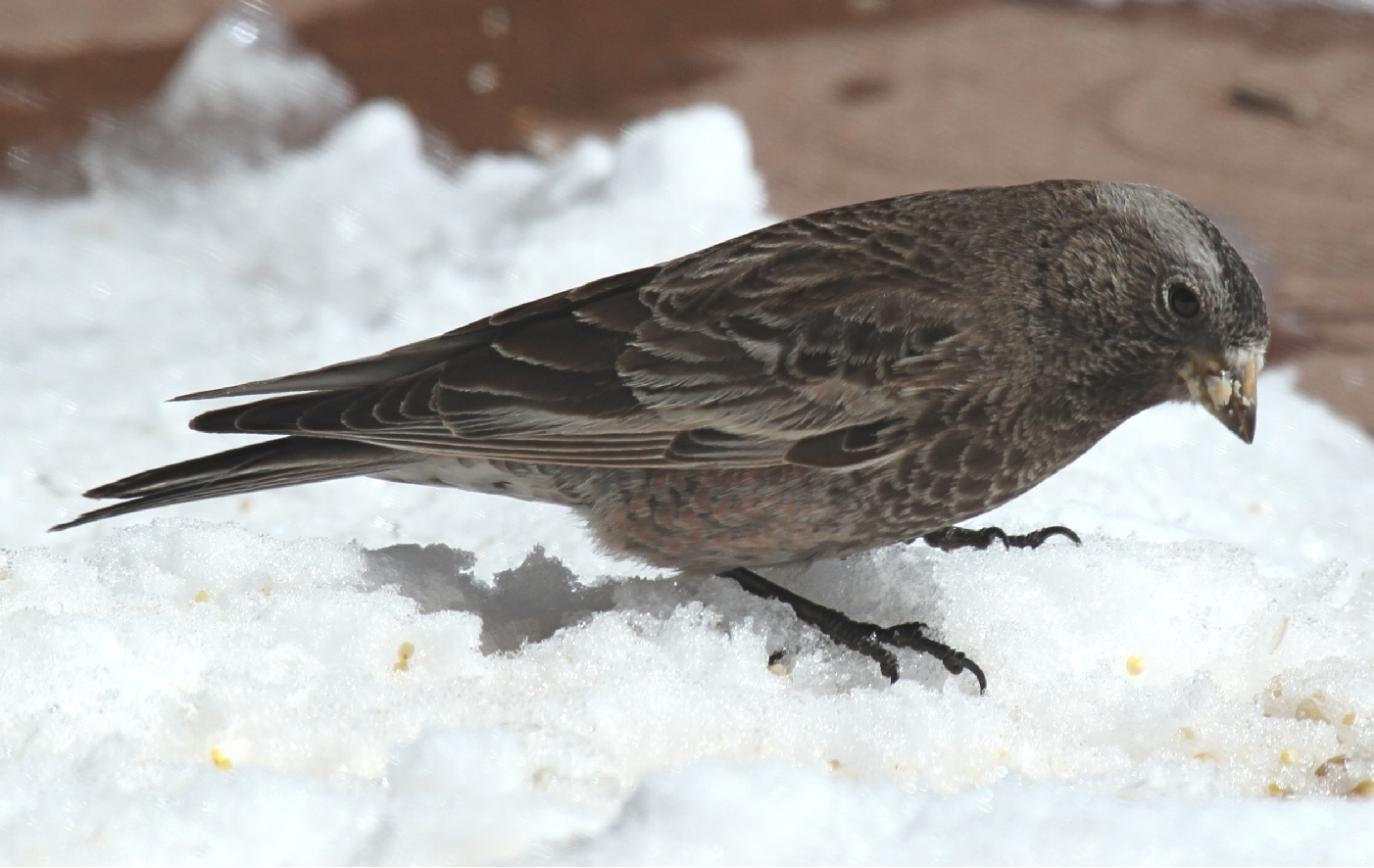
Темний катуньчик